# Sky Living Loves
A Sky Living Loves egy brit televíziós csatorna, mely 2010. július 5-én indult, és 2012. február 21-ig sugárzott. A csatornát a British Sky Broadcasting üzemeltette. A csatorna a Sky Living és a Real Lives csatorna testvércsatornája.

## Története
2010. július 1-én a Living Loves promóciós bemutatója a Live +2 csatornát váltotta a Sky és a Virgin Media hálózatokon. A csatornán komikus és drámai programok kerültek bemutatóra, mely korábban a Sky Living csatornán voltak láthatóak, így a nézők újra megnézhették a műsorokat, vagy az elszalasztott műsorokat pótolhatták.
2010. október 25-én bejelentették, hogy a Livin csatorna 2011 elején Sky Living néven sugároz tovább. A csatorna a korábbi 112-es programhelyről a 107-es csatornán nézhető. A csatorna később Sky Living Loves néven sugárzott.
2011. szeptember 5-től a Sky Living Loves 24 órás sugárzásba kezdett, majd novemberben bejelentették a csatorna megszüntetését, mely eredetileg csupán a Sky csatornák átalakítása miatt zárna be, azonban az átalakulás 2012. február 21-ig késett, így a csatornát éjfélkor beszüntették. A csatorna utolsó programja a Party Wars epizódja volt.
A csatornát a Sky Arts váltotta.

## Műsorok
- Army Wives
- Charmed
- Chuck
- Cougar Town
- CSI: Crime Scene Investigation
- Drop Dead Diva
- Eleventh Hour
- Ghost Whisperer
- Grey's Anatomy
- Medium
- Private Practice
- The L Word
- MVP